# Osobní krize
Osobní krize se dá považovat za zlom, který znenadání v průběhu dosavadního běžného života člověka nastal. Dá se popsat jako stav emočního rozrušení, který je doprovázen pocity úzkosti, deprese, hněvu a zmatku. Je charakterizována stavem ohrožení (psychického, fyzického i sociálního), poklesem sebeúcty, narušením dosavadní psychosociální rovnováhy, snížením schopnosti koncentrace. Jedná se také o ohrožení integrity člověka, o dočasnou ztrátu schopnosti správně manipulovat se svým životem v důsledku nastalé situace, s níž člověk není schopen se vyrovnat. Tato krize obvykle trvá 6 až 8 týdnů, ale může být i vleklá či latentní – buď trvá léta nebo se člověk se skutečností není schopen smířit nikdy.
Krize často vede ke změně regulativních způsobů našeho chování a nese tak možnost zásadní změny v našem životě.

## Příčiny krize

### Vnější spouštěče
- ztráta objektu anebo subjektu – jde zde o ztrátu čehokoliv, s čím byl člověk vázán, k čemu měl osobní vztah, přičemž tuto ztrátu poté vnímá jako ohrožení. Může to být ztráta osoby úmrtím, rozchodem, ztráta zaměstnání, zdraví, víry, bydlení apod.
- volba – volbou nějaké cesty nebo hodnoty se vzdáme jiné a to nám může působit zátěž.
- změna – ať už kvalitativní či kvantitativní skoky způsobují člověku pocit nepohodlí, nejistoty. To nastává i v případě, že jde o pozitivní zlom jako je vysněné těhotenství, získání velkého obnosu peněz apod. Vše, co se v našem životě odvíjí „rovně“ a bez větších skoků, vnímáme jako dobré, takže každou změnu ve svém životě jedinec vnímá jako vybočení z normálu.

### Vnitřní spouštěče
- nutnost adaptace subjektu na vlastní vývoj a změny z toho pramenící – to znamená, že spouštěčem může být právě neschopnost vyhovět požadavkům vývoje.
- náhradní opatření – jsou to kroky a strategie, které problém neřeší, pouze překlenou situaci. Většinou nejsou schopny obstát dlouhodobě a jsou zdrojem potenciálních krizí v budoucnosti.

## Typologie krizí

### Podle způsobu manifestace
- zjevná – zjevná krize je ta, kterou si člověk uvědomuje. Snaží se tedy nalézt řešení k této krizi, popř. vyhledat pomoc. Příkladem této krize může být nevěra, rozpad vztahu, nemoc aj.
- latentní – je krize, kterou si člověk neuvědomuje, nechce nebo nemůže si ji připustit. Díky tomu může krize trvat velmi dlouhou dobu a vést tak k nevědomým způsobům adaptace – například únik k drogám, workoholismu, k nemoci.

### Podle průběhu
- akutní – bývá často reakcí na traumatické životní události jako je nemoc, nevěra, nehoda, zrada, znásilnění, napadení aj. Má jasný začátek a občas i konec, je vyhrocená, bouřlivá. Lidé hned na začátku krize okamžitě vyhledávají odbornou pomoc.
- chronická – má charakter krize latentní, zpočátku je nenápadná a zpravidla trvá dlouhou dobu – měsíce i roky. Může vzniknout špatnou sociální situací (domácí násilí, finanční nedostatky apod.), nedostatečným řešením akutních krizí a souvisí i s mezilidskými vztahy – nevyřešené konflikty ve vztazích. Tato krize může nečekaně přerůst v akutní krizi.

### Podle závažnosti
- situační – je spouštěna nepředvídatelným stresem způsobeným především vnějšími spouštěči krize jako je změna, volba, ztráta či hrozba ztráty.
- tranzitorní – je krizí způsobenou očekávanými změnami, které jsou dané lidským vývojem, a kterým jedinec během svého života musí čelit. Jedná se například o pubertu, klimakterium, krizi středního věku atp.
- pramenící z náhlého traumatizujícího stresu – bývá spuštěna vnějšími stresory, které jedinec neočekává a nemá nad nimi patřičnou kontrolu. Příkladem je znásilnění, náhlé úmrtí blízké osoby, přírodní katastrofy aj.
- krize zrání – spočívá v tom, že jedinec je konfrontován s úkoly, které pro něj jsou životně důležité, ale selhává v nich. Má to také souvislosti s nedořešenými věcmi předchozího vývoje jedince.
- krize pramenící z poruchy osobnosti – má základ v neřešených nebo jen provizorně řešených vývojových úkolech. Klienti s tímto typem krize mívají většinou zkušenost s psychiatrickou léčbou.
- pramenící z neodkladných krizových stavů – mají vysoký stupeň naléhavosti. Patří sem akutní stavy jako vražedné/sebevražedné chování, nekontrolovatelná zlost a agrese, alkoholové či drogové intoxikace, panická úzkost aj.

## Fáze krize

### Fáze popření
První fází krize je fáze popření, kdy odmítáme danou skutečnost. Člověk je často v šoku, ze začátku je bez emocí, nereaguje, může i souhlasit s léčbou a později o tom nic neví. Tato fáze se nejčastěji vykazuje větou "To nemůže být pravda."

### Fáze protestu
Druhá fáze je fáze protestu, kdy se v člověku probouzí vzdor vůči osudu, přičemž se může obviňovat, že za svoji nemoc může on sám. Často si pokládá otázku Proč právě já? Mívá pocit zoufalství a bezmoci, který se obvykle projevuje protestem až hněvem.

### Fáze bilancování
Následně nastává fáze bilancování, kdy člověk přemítá o svém dosavadním životě a snaží se najít v něm hodnotné věci.

### Fáze reorganizace
Poslední fází je (při pozitivním scénáři) fáze reorganizace života. Člověk se dílem mění a dílem se smiřuje se svým omezením, smrtí, nemocí apod. a nachází nový pohled na smysl života. Změna životního stylu i posun hodnot mohou být podporovány zvenčí pomocí sociálního okolí a také institucí, které pomáhají jedinci zvládat krizi (profesionální krizová intervence).
Klasifikací fází psychické krize existuje ovšem více.